# Iwan Dzierżynski
Iwan Iwanowicz Dzierżynski, ros. Иван Иванович Дзержи́нский (ur. 27 marca?/9 kwietnia 1909 w Tambowie, zm. 18 stycznia 1978 w Leningradzie) – radziecki kompozytor.

## Życiorys
Uczył się w Moskwie gry na fortepianie u Bolesława Jaworskiego w I Technikum Muzycznym (1925–1929) oraz kompozycji u Michaiła Gniesina w Szkole Muzycznej im. Gniesinych (1929–1930). Później kształcił się w Leningradzie u Gawriiła Popowa i Piotra Riazanowa w Centralnym Technikum Muzycznym (1930–1932) oraz Borisa Asafjewa w Konserwatorium Leningradzkim. Od 1936 roku członek Związku Kompozytorów ZSRR, od 1948 roku zasiadał w jego komitecie centralnym. W 1950 roku otrzymał Nagrodę Stalinowską.

## Twórczość
Młodzieńcze utwory Dzierżynskiego nawiązywały stylistycznie do muzyki Griega, Rachmaninowa i wczesnego Ravela, później uległ wpływom twórczości Szostakowicza. Skupił się głównie na twórczości operowej, będąc twórcą popularnej opery radzieckiej, prostej w odbiorze i skierowanej do masowego odbiorcy, podejmującej tematykę rewolucyjną i pierwszych lat istnienia władzy radzieckiej. Do chórów operowych wprowadzał cytaty z pieśni rewolucyjnych i żołnierskich oraz śpiewów ludowych. Szczególną popularność, choć ze względów pozamuzycznych, przyniosła mu oparta na powieści Michaiła Szołochowa opera Tichij Don, wystawiona po raz pierwszy w Leningradzie w październiku 1935 roku. Wykazującą braki oryginalną partyturę Dzierżynskiego, pierwotnie odrzuconą przez jury w konkursie kompozytorskim zorganizowanym przez Teatr Bolszoj i gazetę Komsomolskaja prawda, poprawiał Dmitrij Szostakowicz. Dzieło to spotkało się z uznaniem Józefa Stalina, który po moskiewskiej premierze w styczniu 1936 roku uznał je za wzorcową operę socrealistyczną. Tylko do maja 1938 roku opera została wystawiona na scenach 200 razy.
Braki warsztatowe Dzierżynskiego spowodowały powtarzalność jego kolejnych utworów, a żadna z oper napisanych po Tichim Donie nie powtórzyła jej sukcesu.

## Ważniejsze kompozycje
(na podstawie materiałów źródłowych)

### Utwory orkiestrowe
- 2 poematy symfoniczne (Powiest′ o partizanie 1934, Jermak 1949)
- 3 koncerty fortepianowe (1932, 1934, 1945)

### Utwory wokalno-instrumentalne
- 3 ody na baryton i orkiestrę: Petersburg, Piotrograd, Leningrad (1953), przeredagowane w formie oratorium pt. Leningrad (1959)

### Opery
- Tichij Don (1932–1934)
- Podniataja celina (1937)
- Wołoczajewskije dni (1939)
- Krow′ naroda (1942)
- Nadieżda Swietłowa (1943)
- Kniaź-oziero (1947)
- Daleko ot Moskwy (1954)
- Groza (1940–1955)
- Sud’ba czełowieka (1961)
- Grigorij Melechow (1967)
- Putiłowcy (1969)

### Komedie muzyczne
- Zielonyj cech (1932)
- W zimniuju nocz (1947)